# Йельхор, Матильда
Матильда Йельхор (швед. Mathilda Fredrika Gelhaar, 3 сентября 1814 — 24 апреля 1889) — шведская театральная актриса и оперная певица (колоратурное сопрано).

## Биография
Матильда родилась в Стокгольме в 1814 г. Её родителями были музыкант Королевской придворной капеллы Кристиан Фредрик Фиккер и Юханна Шарлотта Видерберг. Она приходилась сестрой оперной певице Шарлотте Альмлёф, племянницей певице Генриетте Видерберг и внучкой актёру Андреасу Видербергу. В 1836 г. Матильда вышла замуж за музыканта Королевской придворной капеллы Фредрика Йельхора, в этом браке у неё родилась дочь — будущая певица Вильгельмина Йельхор.
Вместе со своей сестрой Шарлоттой Матильда в 1828 г. поступила в театральную школу Dramatens elevskola и начала учиться пению. Первое её выступление в Королевской шведской опере состоялось в 1829 году, и она работала здесь с 1834 по 1858 гг. Из её известных следует назвать Адину в «Любовном напитке» Доницетти, Амину в «Сомнамбуле» Беллини и Изабеллу в «Роберте-дьяволе» Мейербера. Она также пела дуэтом со знаменитой певицей Йенни Линд в опере «Норма». Она также была приглашённой певицей в Копенгагене до 1860 года.
В 1837 г. Матильда была назначена придворной певицей. Матильда стала одной из самых известных певиц Королевской оперы в 1840—1850-х гг., особенно когда Йенни Линд покинула Швецию.
Матильда покинула сцену в 1858 г., умерла в 1889 г.